# Alice Barbi

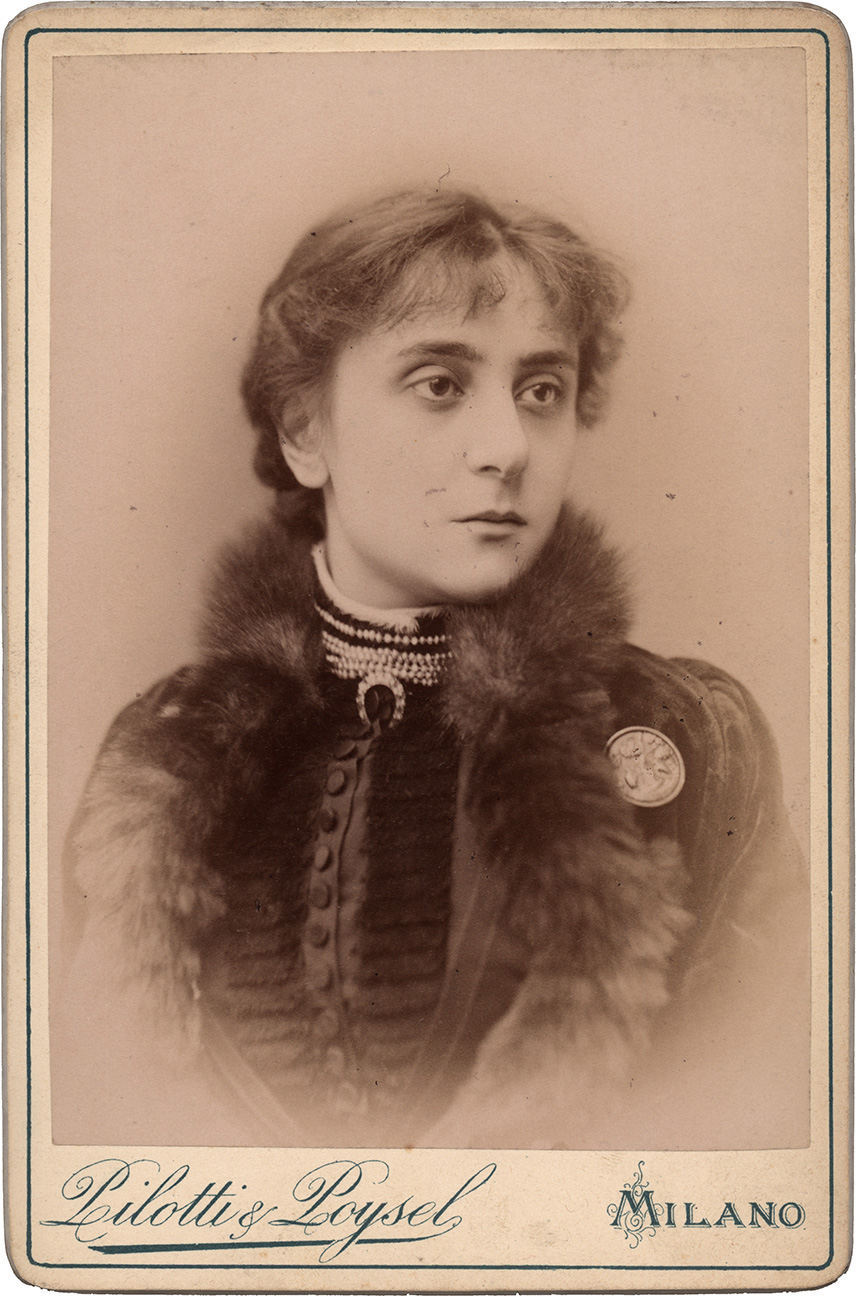
Alice Barbi

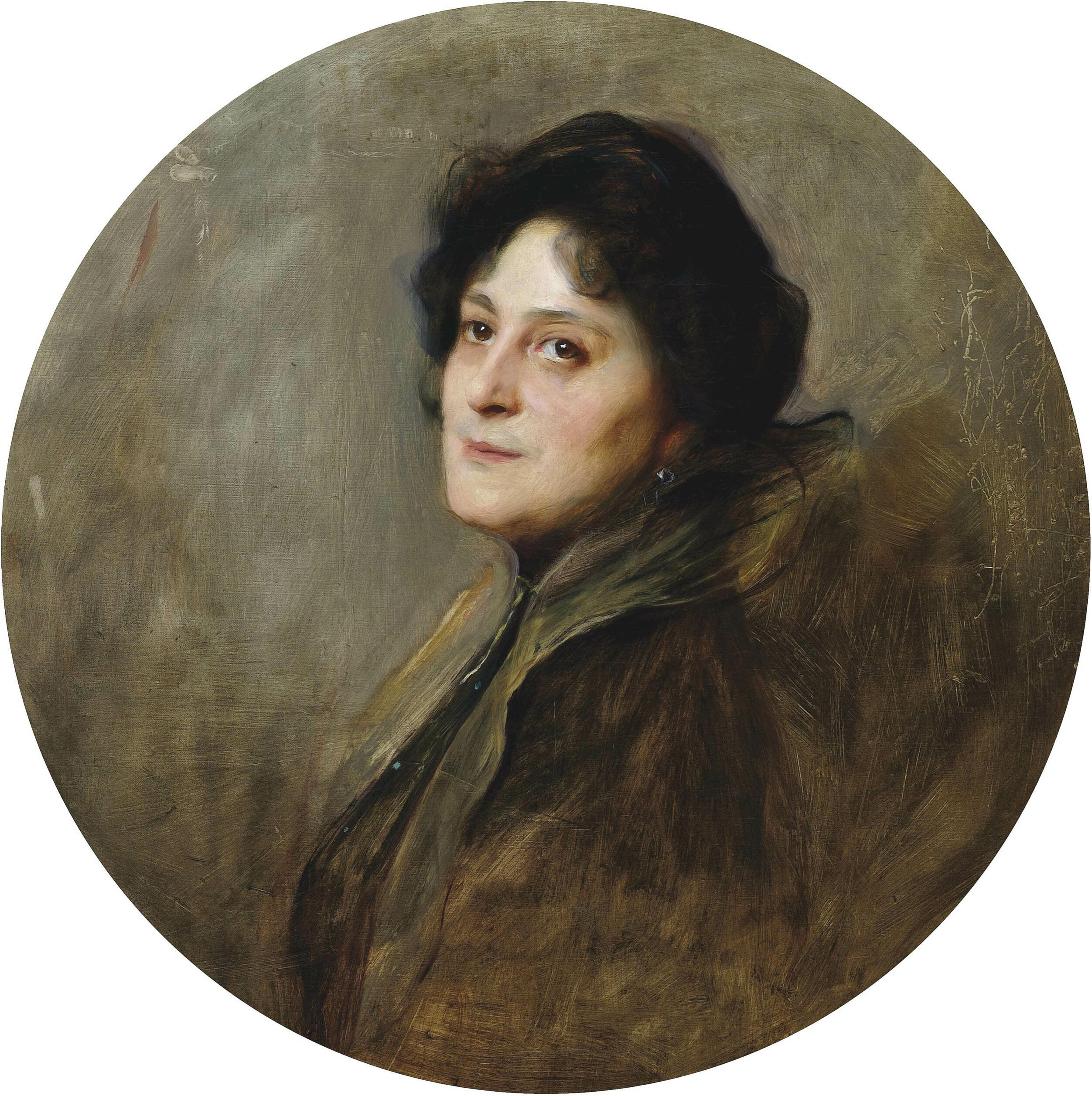
Alice Barbi, Baronesse von Wolff-Stomersee, gemalt von Philip Alexius de László

Alice Laura Barbi (* 1. Juni 1858 in Modena, Italien; † 4. September 1948 in Rom, Italien) war eine italienische Violinistin, Komponistin und Sängerin (Mezzosopran).

## Leben
Alice Barbi wurde am 1. Juni 1858 in Modena in eine Musikerfamilie hineingeboren. Ihre Eltern waren Enrico Barbi und Marie geb. Tosenetti. Sie erhielt ihre erste musikalische Ausbildung auf der Violine durch ihren Vater und wurde später in Bologna von Carlo Verardi (1831–1878) und Buzzoni unterrichtet. Gleichzeitig ermöglichten Gräfin Ida Corsini von Tresana und deren Ehemann Alice Barbi eine gründliche Ausbildung in Musiktheorie und Fremdsprachen.
1876 wurde Alice Barbi in das „Erste Europäische Damenorchester“ von Josephine Amann-Weinlich aufgenommen. Während einer Konzertreise nach Schweden trat sie hier erstmals als Violinsolistin in Erscheinung. Auch während einer Konzertreise durch die Niederlande Ende 1876 trat sie als Solistin mit diesem Orchester auf. Alice Barbi entschloss sich dann aber im Alter von 20 Jahren zu einer Gesangsausbildung, welches sie bei Luigi Zamboni und Alessandro Busi und später in Florenz bei Luigi Vannuccini absolvierte.
Ihr Debüt als Mezzosopranistin erfolgte am 2. April 1882 in einem Konzert in Mailand und trat fortan nicht mehr als Violinistin vor die Öffentlichkeit. Kurz darauf sang sie bei einem Konzert im Quirinalspalast in Rom vor der italienischen Königin unter der Leitung des Komponisten Giovanni Sgambati. Als königliche italienische Hofsängerin begab Alice Barbi sich auf erfolgreiche Konzerttourneen durch die italienischen Musikzentren. Des Weiteren nach England, wo sie erstmals 1884 in den Londoner Popular Concerts auftrat, Deutschland, Österreich, wo sie 1889 erstmals in einem Konzert in Wien auftrat und auf eine große Russland-Tournee 1888, die sie bis nach Taschkent und Samarkand führte.
Als sie wegen ihrer Heirat mit dem deutsch-baltischen Baron Boris von Wolff-Stomersee (1850–1917), dem Kabinettssekretär der Königin Olga von Württemberg, am 21. Dezember 1893 in Wien ihr Abschiedskonzert gab, kam der greise Johannes Brahms aus dem Publikum auf das Podium und übernahm die Klavierbegleitung. Nach dieser Heirat lebte sie zumeist auf den Besitzungen ihres Gatten in Russland (Livland) und an der italienischen Riviera. Gelegentlich trat sie noch bis 1905 in Wohltätigkeitskonzerten auf. Alice Barbi schrieb auch Gedichte, von denen einige durch den Komponisten Antonio Bazzini vertont wurden.

## Familie
Am 30. Januar 1894 heiratete Alice Barbi in Menton den deutsch-baltischen Baron Boris von Wolff-Stomersee (1850–1917), Kabinettssekretär der Königin Olga von Württemberg und Oberhofmeister des russischen Zaren Nikolaus II., und zog sich aus dem öffentlichen Musikleben zurück. Aus der Ehe gingen zwei Töchter hervor:
- Alexandra Alice Marie (auch „Licy“ genannt, 1894–1982): Psychoanalytikerin, heiratete 1932 den Neffen ihres Stiefvaters, den Schriftsteller Giuseppe Tomasi di Lampedusa, Autor des Romans „Der Gepard“.
- Olga (auch „Lolette“ genannt, 1896–1984): Heiratete 1927 in Rom den italienischen Diplomaten Augusto Biancheri Chiappori (1879–1939) und wurde die Mutter des italienischen Diplomaten und Politikers Boris Biancheri Chiappori (1930–2011).

1920 heiratete Alice nach dem Tod ihres ersten Mannes in zweiter Ehe den italienischen Botschafter in London Pietro Tomasi Della Torretta und lebte seitdem in Rom, wo sie 1948 starb.